# Albia
Albia er en by i delstaten Iowa i Midtvesten i USA. Byen har et indbyggertal på 3.721 (2020) indbyggere og et areal på 8 km2
.
Albia er hovedby i det amerikanske county Monroe County.